# Dioulatièdougou
 Dioulatièdougou è una città, sottoprefettura e comune della Costa d'Avorio, situata nel dipartimento di Odienné. Conta una popolazione di 8 028 abitanti (censimento 2014).